# Melih Vardar
Melih Vardar (* 2. August 1993 in Izmir; † 15. August 2020 ebenda) war ein türkischer Fußballspieler, der zuletzt für Anadolu Selçukluspor tätig war.

## Spielerkarriere

### Verein
Vardar begann mit dem Vereinsfußball in der Jugend des Amateurvereins Urla Gençlik Spor und wechselte 2007 in die Jugend des Traditionsvereins Bucaspor. Hier erhielt er im Sommer 2008 einen Profivertrag, wurde aber weiterhin fast drei Jahre lang nur in der Jugend- bzw. Reservemannschaft eingesetzt. Zur Saison 2011/12 wurde er vom Trainer Sait Karafırtınalar in den Profikader aufgenommen. Sein Profidebüt gab er dabei am 10. September 2011 bei der Zweitligabegegnung gegen Kayseri Erciyesspor. Im Laufe der Saison kam er immer häufiger als Joker zu Spieleinsätzen und absolvierte bis zum Saisonende 19 Begegnungen und erzielte dabei drei Tore. Daneben spielte er auch für die Reservemannschaft und konnte mit dieser in der TFF A2 Ligi die Vizemeisterschaft erreichen.
Für die Rückrunde der Spielzeit 2012/13 wurde Vardar an den Viertligisten Bergama Belediyespor ausgeliehen. Für die Spielzeit wurde Vardar an den Drittligisten Anadolu Selçukluspor ausgeliehen.

### Nationalmannschaft
Vardar durchlief ab die türkische U-15-, U-16- und die U-19-Nationalmannschaften.

## Trivia
- Seine beiden älteren Brüder Sertan und Sercan Vardar sind ebenfalls als Profifußballer aktiv.

## Erfolge
- Bucaspor A2 (Rerservemannschaft):
  - Vizemeisterschaft der TFF A2 Ligi (1): 2011/12